# Roh Moo-hyun
Roh Moo-hyun (en hangul, 노무현; en hanja, 盧武鉉; romanización revisada, No Muhyeon; McCune-Reischauer, No Muhyǒn; Gimhae, 1 de septiembre de 1946-Yangsan, 23 de mayo de 2009) fue un político y abogado surcoreano que desempeñó el cargo de presidente de Corea del Sur desde 2003 hasta 2008.
Antes de entrar en política, trabajaba como abogado y destacó por su defensa de activistas políticos durante el mandato del general Chun Doo-hwan en la década de 1980. Posteriormente militó en los movimientos democráticos de Busan y en 1987 se afilió al Partido de la Reunificación Democrática de Kim Young-sam. Con el establecimiento de la Sexta República pasó a estar vinculado a formaciones de centroizquierda, primero en el Partido Democrático y desde 1996 en el Congreso Nacional de Nuevas Políticas de Kim Dae-jung. Durante su presidencia, fue ministro de Asuntos Marítimos entre 2000 y 2001.
Ganó las elecciones presidenciales de 2002 con un programa en el que prometía regeneración política, combatir la corrupción y descentralizar la administración para corregir los desequilibrios territoriales. Al no contar con mayoría en la Asamblea Nacional para aprobarlas, impulsó su propia formación para las elecciones legislativas de 2004 —Partido Uri— y obtuvo mayoría absoluta. En 2004 la oposición conservadora trató de expulsarle mediante un proceso de destitución por presunta falta de neutralidad que le dejó fuera del cargo dos meses, hasta que el Tribunal Constitucional falló a su favor.
Durante el resto de la legislatura, propuso trasladar sin éxito la capital del país a Sejong, selló la firma del Tratado de Libre Comercio con Estados Unidos, y continuó la política de acercamiento con Corea del Norte hacia la reunificación nacional, llegando a firmar la llamada «Declaración de Paz y Prosperidad» en 2007. No obstante, su gobierno también estuvo marcado por la inestabilidad política, fruto de las sucesivas derrotas electorales que debilitaron su mandato.
Un año después de terminar el mandato presidencial, estaba siendo investigado bajo la acusación de haber aceptado dinero de un empresario. Según su versión, su esposa había pedido una cuantiosa suma al implicado, pero añadió que se trataba de un préstamo y no de un soborno. Se suicidó el 23 de mayo de 2009 al arrojarse por un precipicio cerca de su residencia.

## Biografía

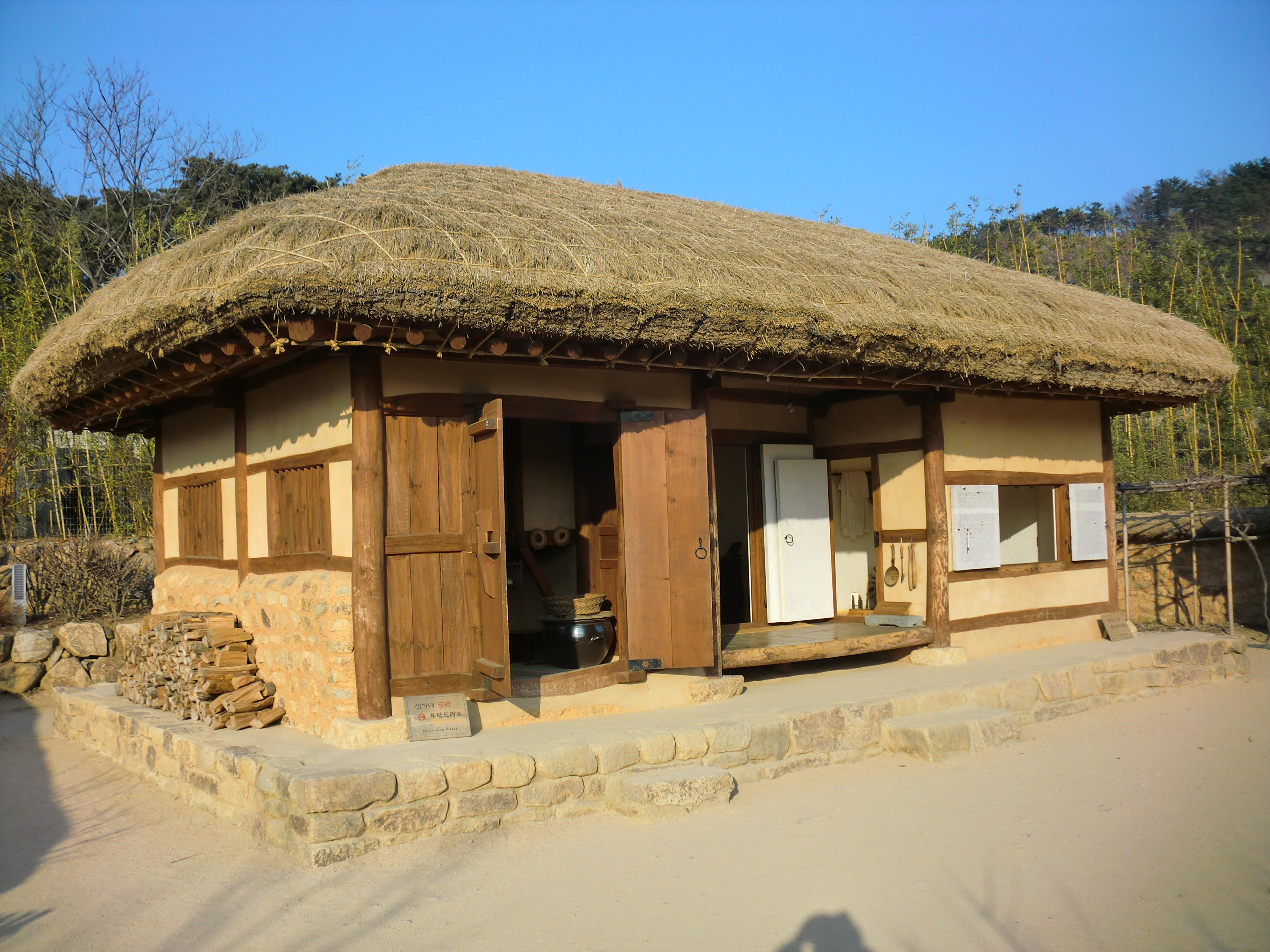
Reconstrucción de la granja donde Roh Moo-hyun nació en 1946.

Roh Moo-hyun nació en una aldea próxima a Gimhae en 1946, siendo el sexto y último hijo de una familia pobre de orígenes campesinos. De niño faltaba con frecuencia a clase porque debía ayudar a los padres en el campo. Sin embargo, pudo retomar los estudios gracias a una beca y en 1966 se graduó en la Escuela Superior de Comercio de Busan. Entre 1968 y 1971 tuvo que cumplir el servicio militar obligatorio en el ejército de la República de Corea.
Por influencia de su hermano mayor, comenzó a estudiar derecho por su propia cuenta para opositar a un puesto en la judicatura, al tiempo que lo compaginaba con otros empleos. En 1975 superó el examen obligatorio para ejercer la abogacía. Después de trabajar durante un año como juez de distrito en Daejeon, en 1978 se animó a montar su propio bufete.
A partir de 1981 se especializaría en defender a clientes procesados por actividades políticas, tras aceptar el caso de unos estudiantes procesados por tenencia de literatura prohibida. En aquella época, Corea del Sur estaba gobernada de forma autoritaria por el exgeneral Chun Doo-hwan, quien había llegado al poder a través de un golpe de Estado, y los derechos civiles y políticos estaban muy limitados. Más tarde se sumó a los movimientos democráticos de Busan, y en 1987 fue arrestado por investigar la implicación de la policía en la muerte de un trabajador; aunque salió de la cárcel a las tres semanas, los jueces le inhabilitaron para ejercer como abogado.
Desde 1972 hasta su muerte estuvo casado con Kwon Yang-sook, con la que tuvo un hijo y una hija. Aunque se convirtió al catolicismo en 1986, no era practicante.

## Trayectoria política
En mayo de 1987, Moo-hyun se afilió al Partido de la Reunificación Democrática (PRD) en el que militaban los líderes opositores Kim Young-sam y Kim Dae-jung, cuyo objetivo era una reforma constitucional hacia la democracia plena. Cuando se consiguió ese objetivo, la oposición no pudo acordar una candidatura única para las elecciones presidenciales de 1987 y hubo una escisión entre ambos líderes. El abogado se mantuvo fiel a Young-sam y el PRD le nombró candidato por la circunscripción de Busan en las legislativas de 1988. Al ser muy conocido en Gyeongsang del Sur por su carrera jurídica. Moo-hyun se ganó el acta de diputado en la Asamblea Nacional con más del 50 % de los votos.
En 1990, Kim Young-sam anunció la fusión del PRD con el gobernante Partido de la Justicia Democrática para formar una coalición conservadora, el Partido Liberal Democrático. Moo-hyun formaba parte del ala más progresista del PRD y consideraba que aliarse con el presidente Roh Tae-woo, también vinculado al golpe de Estado de 1979, era una traición a la democracia. Por esta razón puso en marcha junto a otros diputados una nueva formación, el Partido Democrático. Moo-hyun perdió su escaño en las legislativas de 1992 y tres años más tarde fracasó en su intento por conseguir la alcaldía de Busan.
Después de una nueva derrota en las legislativas de 1996, el Partido Democrático aceptó la propuesta del candidato presidencial Kim Dae-jung para integrarse en su grupo, el Congreso Nacional de Nuevas Políticas, que acabaría venciendo las elecciones presidenciales de 1997. Dentro de esta candidatura transversal, Roh estaba vinculado al ala izquierdista.
Roh recuperó el escaño en la Asamblea Nacional en las elecciones parciales de 1998. Durante la presidencia de Kim Dae-jung, fue nombrado ministro de Asuntos Marítimos y Pesca desde agosto de 2000 hasta marzo de 2001. A continuación escaló posiciones en del organigrama del Partido Democrático, en especial tras los escándalos que afectaban a los hijos del presidente, y venció por amplia mayoría las primarias para ser el candidato demócrata a las elecciones presidenciales de 2002.
En principio, Roh partía en las encuestas por detrás del candidato de la oposición, el conservador Lee Hoi-chang. Para remontar, prometió continuar con las medidas más populares de Dae-jung, como la reducción del poder de los conglomerados empresariales (chaebol) y la «política del Sol» con Corea del Norte, y añadió propuestas de centroizquierda como mejorar la seguridad social, combatir la corrupción e iniciar una descentralización administrativa para corregir los desequilibrios económicos regionales. Su discurso estaba plagado también de constantes referencias a sus orígenes humildes y a una nueva generación de jóvenes políticos. Gracias a esa campaña electoral, superó los pronósticos y se proclamó vencedor con más de 12 millones de votos (48,9 %).

## Presidencia de Corea del Sur

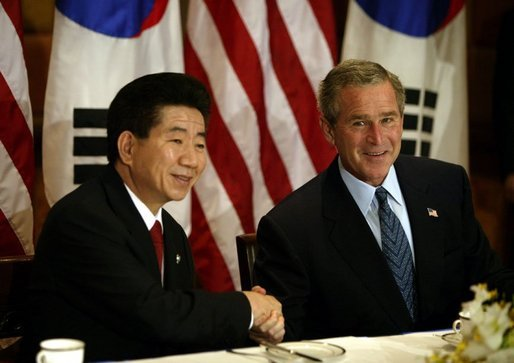
Encuentro internacional entre Roh Moo-hyun y George W. Bush, presidente de los Estados Unidos.

Al poco tiempo de asumir el cargo el 25 de febrero de 2003, Roh aseguró que el suyo sería «el gobierno de la participación» y prometió numerosas reformas que apuntaban a la regeneración política del país. A nivel interno, las más ambiciosas eran la descentralización administrativa —con la que se querían rebajar las diferencias económicas entre provincias— y una reforma de todos los altos cargos para combatir la corrupción. Sin embargo, el Partido Democrático (PD) no tenía mayoría en la Asamblea Nacional y tuvo dificultades para sacarlas adelante. Su posición negociadora quedó debilitada por el rechazo tanto del mayoritario Gran Partido Nacional (GPN) como de buena parte de los miembros de su propia formación, a los que dotó de cierta autonomía.
Otros puntos recogidos en su programa de gobierno eran garantizar la coexistencia pacífica con Corea del Norte, cambiar el sistema de elección de diputados en el parlamento, garantizar el libre mercado, basar el modelo económico en la investigación tecnológica, desarrollar la seguridad social, garantizar la igualdad de género, e impulsar la negociación colectiva en el marco laboral.
Para reorganizar sus fuerzas, en octubre de 2003 impulsó la creación de un nuevo partido de centroizquierda, el Partido Uri, favorable a las reformas. A él se unieron 42 diputados (de 103) del PD y 5 del GPN.

### Proceso de destitución (2004)
Con las elecciones legislativas previstas para abril de 2004, Roh Moo-hyun dio su apoyo al Partido Uri en declaraciones públicas e incluso en las sesiones de la Asamblea Nacional, ante la crítica unánime de la oposición. Según la constitución surcoreana, la figura del presidente no podía pronunciarse a favor de ningún partido. Al negarse Roh a pedir disculpas, el GPN y el PD presentaron el 12 de marzo un proceso de destitución por una presunta violación de la ley electoral. El resultado fue de 193 votos a favor y 2 en contra. Los 47 miembros del Partido Uri boicotearon la moción al considerarla un «golpe de Estado encubierto» y hubo numerosos altercados tanto dentro como fuera del parlamento, donde se concentraban los seguidores de Roh.
Roh fue apartado de la presidencia mientras el Tribunal Constitucional debatía su destitución. El primer ministro Goh Kun asumió el cargo presidente en funciones durante dos meses.
El movimiento para apartar a Roh se produjo a un mes de las elecciones, por lo que buena parte de la sociedad surcoreana se mostró muy crítica con el proceso. Gracias a una campaña electoral que situó a Roh como figura anticorrupción, el Partido Uri obtuvo mayoría absoluta (152 diputados) en las legislativas del 9 de abril. El Tribunal Constitucional rechazó el proceso de destitución el 14 de mayo y Roh recuperó la condición de presidente del país.

### Transcurso de la presidencia

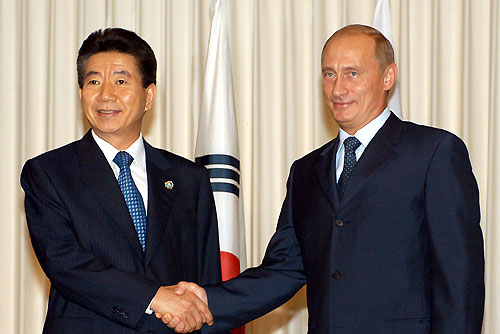
Roh Moo-hyun estrecha la mano de Vladímir Putin, presidente de Rusia.

A pesar de tener mayoría en la Asamblea, el gobierno de Roh tuvo problemas para sacar adelante su reforma administrativa. Para descentralizar el poder de Seúl, el gobierno propuso trasladar la capital a Sejong, una nueva ciudad a 120 kilómetros de distancia. De acuerdo con los planes del gobierno, la población de Sejong sería de 500.000 habitantes en 2030, suficiente para reequilibrar fuerzas. La oposición —liderada por el alcalde de Seúl y jefe del GPN, Lee Myung-bak— consideraba que esta medida no era prioritaria, presentó un recurso y el Tribunal Constitucional falló en contra del traslado. Como solución, el presidente no cambió la capitalía nacional pero estableció a Sejong como «capital administrativa» con el traslado de nueve ministerios y cuatro agencias para 2015. Los más importantes —Presidencia, Exteriores y Defensa— permanecerían en Seúl. El complejo fue inaugurado en 2012.
En lo que respecta a la economía, se mantuvo la reforma de los grandes conglomerados (chaebol) iniciada por Kim Dae-jung, se tomaron medidas para defender el mercado libre y se estableció la red ferroviaria de alta velocidad (Korea Train Express). Aunque las exportaciones habían aumentado y el producto interno bruto seguía creciendo más de un 4%, Roh tuvo más problemas para hacer frente a la burbuja inmobiliaria, el incremento del paro juvenil y las protestas por la liberalización de mercados agrícolas, como el de importaciones de arroz. El 30 de junio de 2007, el gobierno surcoreano firmó el Tratado de Libre Comercio entre Corea del Sur y Estados Unidos.
La situación del gobierno de Roh se complicó aún más con la dimisión del ministro de Finanzas por un escándalo de corrupción, mientras que aumentaron las críticas de la oposición y los medios de comunicación a su gestión económica y de relaciones exteriores. El Partido Uri perdió la mayoría absoluta en las elecciones parciales de 2005 y sufrió una dura derrota en las locales de 2006, al ganar sólo en una de las 16 provincias (Jeolla del Norte). Después de este revés, Roh propuso una gran coalición con el Gran Partido Nacional para garantizar la estabilidad del ejecutivo, rechazada tanto por el GPN como por el sector más progresista del Partido Uri. En su último año de mandato, 23 diputados se marcharon del Uri para crear un nuevo grupo, más tarde integrado en el Partido Democrático.
Con el centroizquierda completamente dividido, el vencedor en las elecciones presidenciales de 2007 fue el conservador Lee Myung-bak.

### Relaciones con Corea del Norte
Roh Moo-hyun puso en marcha la llamada «política de Paz y Prosperidad», una continuación de la «política del Sol» de Kim Dae-jung que buscaba la paz con Corea del Norte a través de una distensión de las relaciones. Para ello puso en marcha una mesa diplomática multilateral en Pekín, en la que participarían representantes de las dos Coreas, Estados Unidos, Rusia, China y Japón. Aun así, Corea del Norte seguía considerada por los Estados Unidos como parte del «eje del Mal», y los recelos existentes entre ambos dificultaban cualquier negociación. En su primera visita a la Casa Blanca, EE. UU. y Corea del Sur acordaron que no tolerarían armamento nuclear en el norte.
En febrero de 2005, el gobierno norcoreano de Kim Jong-il confirmó que estaba desarrollando un programa con armas nucleares y anunció su salida de la mesa diplomática. Para evitar que las negociaciones fracasaran, Roh se mantuvo firme en sus propuestas de diálogo y pidió al presidente chino Hu Jintao que intercediera ante los norcoreanos. En septiembre del mismo año, se dio a conocer una declaración conjunta por la que Corea del Norte aceptaba desmantelar su programa nuclear, de acuerdo con el Tratado de No Proliferación Nuclear, si el Sur le suministraba energía y Estados Unidos garantizaba un pacto de no agresión. No obstante, ese acuerdo duró poco tiempo. Roh también discrepaba con su homólogo estadounidense, George W. Bush, sobre el método de actuación en caso de fallar la vía diplomática: mientras EE. UU. y Japón querían usar la fuerza, Corea del Sur se oponía por razones de seguridad.
El ministro de Asuntos Exteriores durante ese periodo fue Ban Ki-moon, quien a partir de 2007 se convertiría en el secretario general de la Organización de las Naciones Unidas.
Roh cambió su estrategia el 9 de octubre de 2006, después de que Corea del Norte realizase un ensayo nuclear subterráneo. El presidente surcoreano rompió cualquier diálogo, criticó sin ambages al líder norcoreano Kim Jong-il como una amenaza para la península de Corea, y se alió con Estados Unidos para impulsar sanciones en el Consejo de Seguridad sin recurrir a la fuerza. A partir de ese momento, los norcoreanos volvieron a apelar a una solución diplomática. En 2007, Corea del Norte volvió a anunciar la clausura del programa nuclear a cambio de ayuda humanitaria y el levantamiento de las sanciones de Japón y Estados Unidos.
El 2 de octubre de 2007, Roh Moo-hyun y su esposa cruzaron la frontera de Panmunjom a pie y viajaron hasta Pionyang para asistir a una cumbre de dos días con Kim Jong-il. De esa reunión salió una declaración conjunta —Declaración de Paz y Prosperidad— en la que ambos gobiernos se comprometían a negociar la paz definitiva, a reducir la tensión militar, y alcanzar acuerdos de toda índole con la reunificación nacional como objetivo final.

## Últimos años
Tras dejar la presidencia de Corea del Sur, Roh y su familia se instalaron en un chalé de Bongha (Gyeongsang del Sur), un pueblo de 120 habitantes que está muy cerca de su hogar de nacimiento.
En los últimos años de su vida, Roh se vio involucrado en dos escándalos de corrupción que afectaban directamente a su familia. El 9 de abril de 2009, el exsecretario presidencial, Chung Sang-moon, fue arrestado por aceptar un presunto soborno de 6 millones de dólares del empresario Park Yeon-cha, presidente de la compañía textil Taekwang. La operación se había producido en 2007, cuando aún era presidente, y la Fiscalía sospechaba que Roh era el responsable directo. A través de su página web, el político pidió disculpas y admitía que su esposa Kwon Yang-sook había aceptado un millón de dólares para gastos de su hijo en Estados Unidos, mientras que los 5 millones restantes eran presuntamente para inversiones del marido de su sobrina. Según su versión, Kwon había pedido el dinero a través del secretario presidencial, pero añadió que todo eran préstamos y no sobornos. De este modo también negaba las acusaciones de una presunta red de tráfico de influencias bajo su mandato.
El mismo día que los jueces le llamaron a declarar, Roh publicó un mensaje dirigido a sus seguidores: «he perdido mi causa moral con los hechos que he admitido hasta ahora. Sólo me queda seguir el procedimiento legal [...] Ya no estoy cualificado para hablar sobre democracia y justicia. Deberíais abandonarme». Durante el juicio negó todas las acusaciones.
Por otra parte, el hermano mayor del expresidente, Roh Gun-pyeong, había sido condenado a cuatro años de cárcel por un caso de corrupción distinto, al aceptar un soborno de la empresa Daewoo E&C. El hecho de que ambos sucesos se conociesen a la vez atrajo una enorme expectación entre la sociedad. Además, el presidente Lee Myung-bak y su partido, el conservador Gran Partido Nacional, exigieron responsabilidades a Roh por su gestión.

### Suicidio

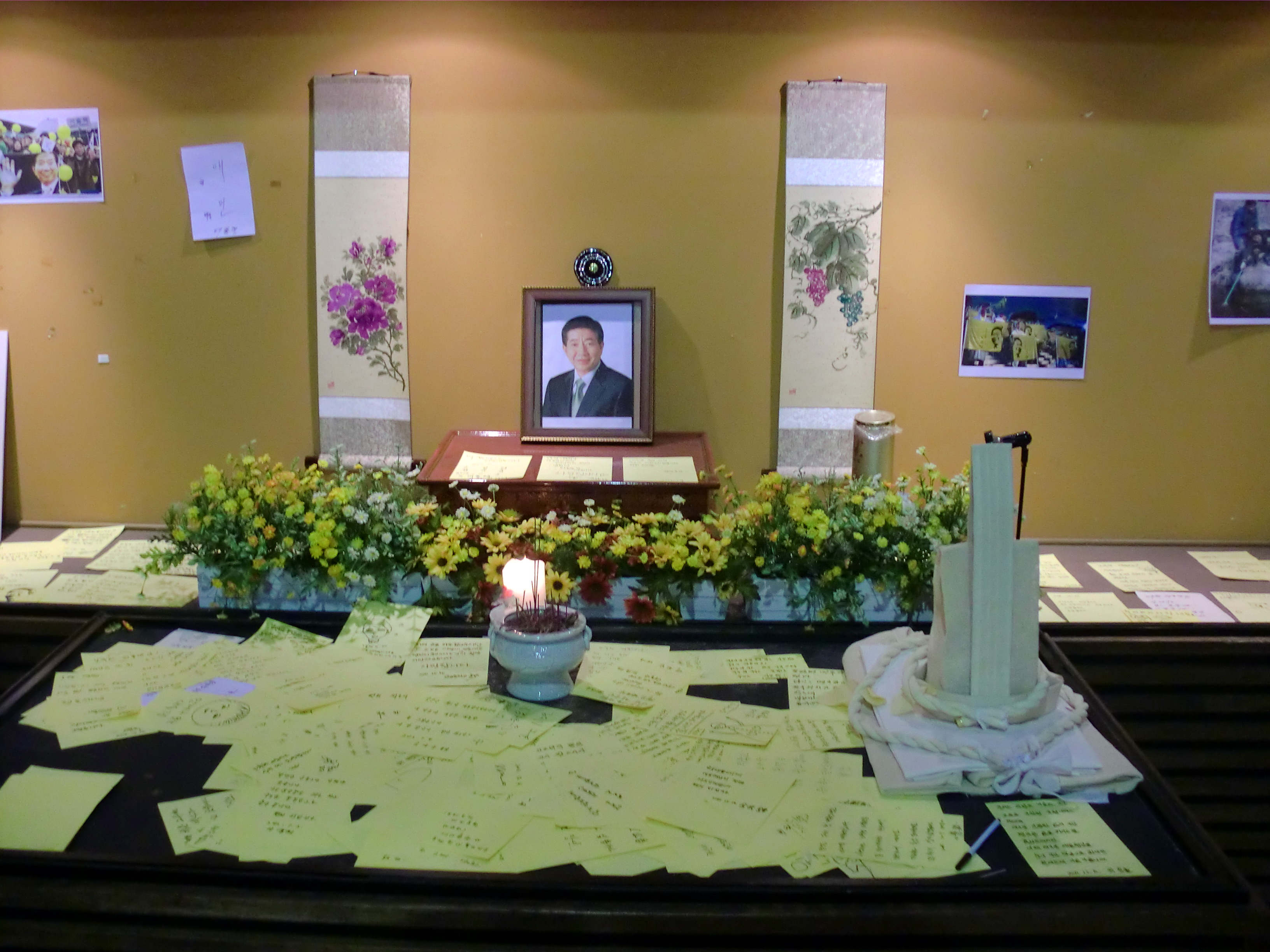
Memorial de Roh Moo-hyun en Bongha.

Roh Moo-hyun se suicidó el 23 de mayo de 2009, a los 62 años. Según la investigación oficial, el expresidente había salido de su casa a las 5:45 para hacer senderismo. Una hora después, tras despistar a sus guardaespaldas, decidió saltar al vacío por un acantilado de 45 metros. Su cuerpo fue encontrado a las 7:20 y trasladado de urgencia al hospital de Yangsan, donde falleció a causa de las graves heridas.
De acuerdo con la policía, Roh dejó escrita una nota de suicidio para su familia, en la que reconocía no poder soportar la presión social, política y mediática ante las investigaciones abiertas.
La noticia causó una enorme conmoción en Corea del Sur. El presidente Lee Myung-bak lamentó su muerte como «un hecho increíble, lamentable y profundamente triste» y colaboró con sus allegados para organizarle un funeral de estado. Por otro lado, el expresidente Kim Dae-jung, a pesar de su grave estado de salud, declaró que había perdido «a un compañero con el que he compartido diez años de gobiernos democráticos». Sin embargo, la reacción más llamativa fue la del presidente de Corea del Norte, Kim Jong-il, que por primera vez mostró su pesar por la muerte de un líder del sur: «tras conocer la noticia de la muerte del expresidente Roh Moo-hyun, expreso mis profundas condolencias a su viuda y a su afligida familia».
Al funeral de estado, celebrado el 29 de mayo en Seúl, asistieron cientos de miles de personas para mostrar sus respetos, la mayoría seguidores del expresidente. Tal y como Roh había pedido en su nota de suicidio, el cadáver fue incinerado en Gimhae y sus restos reposan en Bongha. Aunque Roh dejó de ser investigado tras su fallecimiento, la causa judicial se mantuvo abierta para el resto de sus familiares.
Meses después del suicidio, se publicó un libro de memorias con textos escritos durante y después de su presidencia.